# Rethel
Rethel település Franciaországban, Ardennes megyében; a középkori Rethel grófság székhelye. Lakosainak száma 7435 fő (2022. január 1.). Rethel Acy-Romance, Barby, Bertoncourt, Biermes, Doux, Sault-lès-Rethel, Sorbon és Thugny-Trugny községekkel határos.

## Népessége
A település népessége az elmúlt években az alábbi módon változott:
| Lakosok száma | 7804 | 8339 | 7923 | 7847 | 7730 | 7764 | 7592 | 7467 | 7445 | 7435 |
|               | 1968 | 1982 | 1990 | 2006 | 2013 | 2015 | 2017 | 2019 | 2020 | 2022 |